# Martin Maryland
El Martin Model 167 fue un bombardero medio estadounidense que voló por primera vez en 1939. Entró en combate en la Segunda Guerra Mundial con el Armée de l'air y la RAF, donde fue bautizado como Maryland.

## Diseño y desarrollo

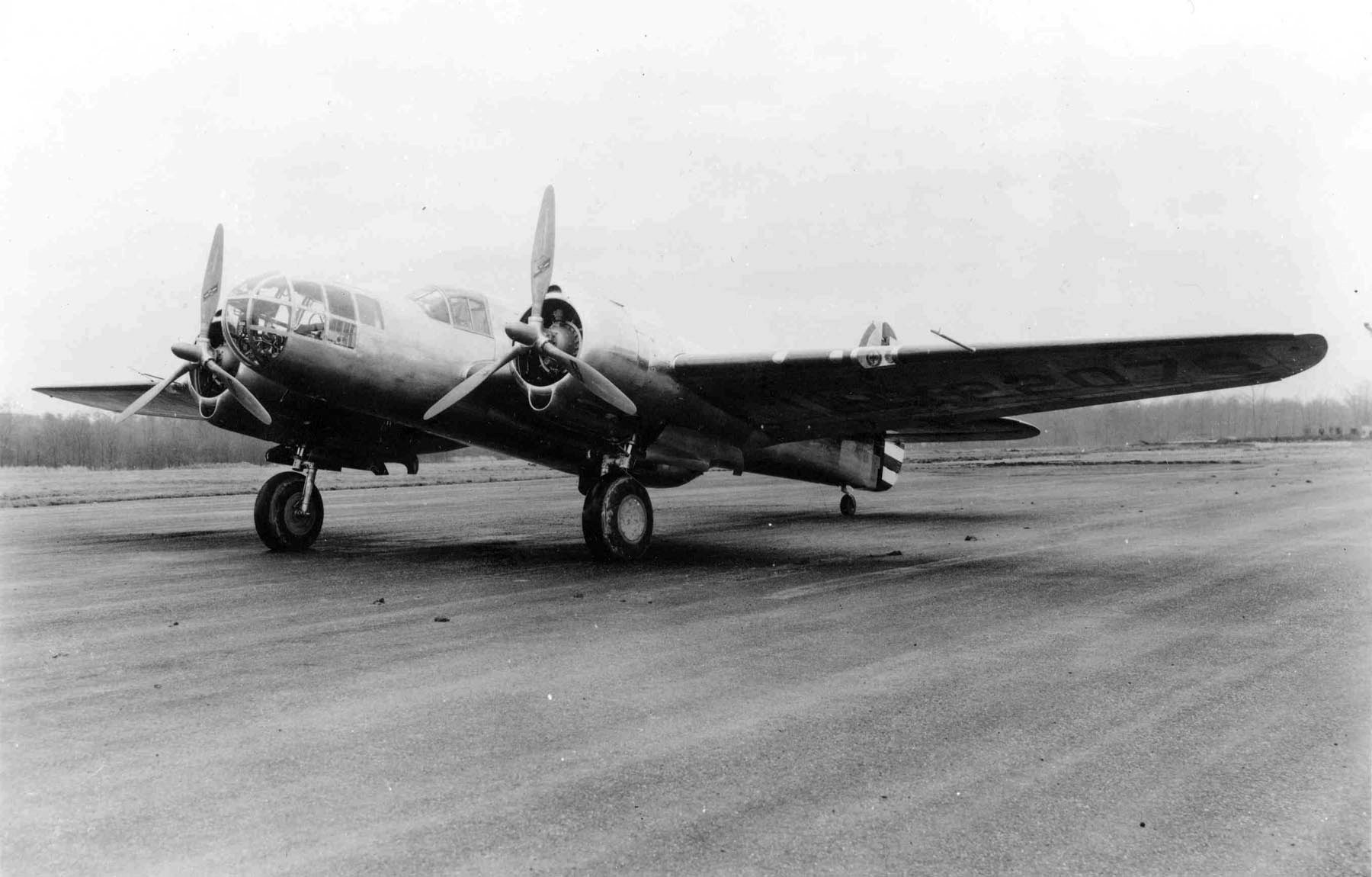
Martin XA-22, 13 de abril de 1939.

En respuesta a un requerimiento del Cuerpo Aéreo del Ejército de los Estados Unidos por un bombardero ligero emitido en 1938, la Glenn L. Martin Company produjo su Model 167, al que se le dio la designación oficial XA-22. El diseño de Martin era un monoplano bimotor totalmente metálico, capaz de alcanzar alrededor de los 500 km/h, con tres tripulantes. 
El XA-22 no fue adoptado para el servicio operativo en los Estados Unidos, ya que el contrato lo ganó el Douglas DB-7, que se convirtió en el A-20 Havoc, pero Martin recibió pedidos extranjeros, y fueron construidos alrededor de 450 de estos rápidos bombarderos bimotores.
El prototipo del Model 167 estaba propulsado por motores de doble fila Pratt & Whitney R-1830-37 Twin Wasp, que fueron reemplazados en los aviones de producción franceses por motores de nueve cilindros en una fila Wright R-1820 Cyclone (los Twin Wasp fueron más tarde restablecidos para el Maryland británico). Todas las versiones del Model 167 estaban armadas con seis ametralladoras, cuatro armas fijas en las alas (principalmente para el ataque a tierra), un arma dorsal y otra ventral. En el prototipo, estas armas eran ametralladoras Browning de 7,62 mm. El arma dorsal estaba montada en una torreta totalmente retráctil. Los aviones franceses usaban ametralladoras FN-Browning de la Fabrique Nationale belga construidas bajo licencia, y una torreta dorsal semirretráctil más ligera. El peso ahorrado ayudaba a incrementar la velocidad máxima a 463 km/h.
El Model 167 era un bombardero bimotor bastante típico del periodo. La característica más inusual era su muy estrecho fuselaje, aunque la compartía con varios contemporáneos de finales del periodo de entreguerras. Los tres tripulantes se acomodaban en dos compartimentos aislados: el bombardero se sentaba en el morro por debajo del piloto y el artillero estaba en la torreta de dos ametralladoras a media altura, en un compartimento trasero separado, aislado por un mamparo.
Glenn L. Martin dobló el tamaño de la fábrica de Baltimore, y construyó los 115 aviones del primer pedido francés en seis meses, pero luego se le impidió entregarlos debido a un embargo de armas decretado por el Gobierno estadounidense. A pesar de ello, los franceses emitieron una orden por 100 aviones adicionales. El embargo fue levantado en octubre de 1939, y los 115 aviones de la primera orden fueron entregados a finales de noviembre del mismo año. Más tarde las entregas se ralentizaron, y solo 25 aviones del segundo lote alcanzaron Francia antes del Armisticio del 22 de junio de 1940.

## Historia operacional

### Servicio en Francia

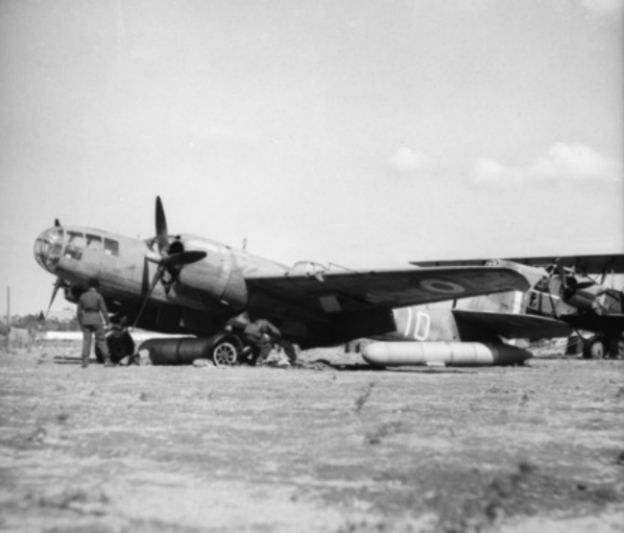
Un Martin 167F francés capturado en Alepo, Siria, en 1941.

Enfrentándose a una masiva escalada armamentística alemana y desesperado por conseguir aviones modernos, el Armée de l'air compró aviones estadounidenses de numerosos modelos a finales de los años 30. Martin recibió una orden de más de 200 aviones 167F que incorporaban equipamiento específico francés, como instrumentos en el sistema métrico. Los dirigentes franceses esperaban que las entregas comenzaran en enero de 1939, pero el modelo, localmente designado Glenn Martin 167-A3, entró en servicio solo a principios de 1940.
Es notorio que, debido al embargo estadounidense sobre las exportaciones de armas después del comienzo de la Segunda Guerra Mundial, mucho aviones fueron confiscados durante dos meses antes de ser enviados a Europa. Cuando los alemanes invadieron Francia, solo cuatro Groupes de bombardement (escuadrones de bombardero) estaban equipados. Los Glenn fueron enviados rápidamente al frente, donde se desempeñaron bien con su adecuada velocidad y excelente maniobrabilidad para un avión de su clase. En alrededor de 400 salidas, sufrieron un porcentaje de pérdidas del 4%, mucho mejor que el 16% soportado por las tripulaciones de LeO 451 contra blancos similares.
Inmediatamente antes del Armisticio de junio de 1940, las unidades que volaban el Glenn Martin 167 fueron evacuadas al norte de África francés para evitar su captura por los alemanes. Uno de ellos aterrizó en España y fue internado, siendo probado por el Ejército del Aire. Algunos ejemplares fueron transferidos a la Aéronautique Navale. Durante el gobierno de Vichy del Imperio francés, los Martin franceses bombardearon a las fuerzas de la Commonwealth británica, notablemente durante la campaña de Siria-Líbano de 1941. Cuando el norte de África francés volvió al lado de los Aliados en 1943, los 167 fueron reemplazados por modelos aliados más modernos, incluyendo el Martin B-26 Marauder.
Se entregaron aproximadamente 215 Martin 167 a Francia.

### Servicio con el Reino Unido

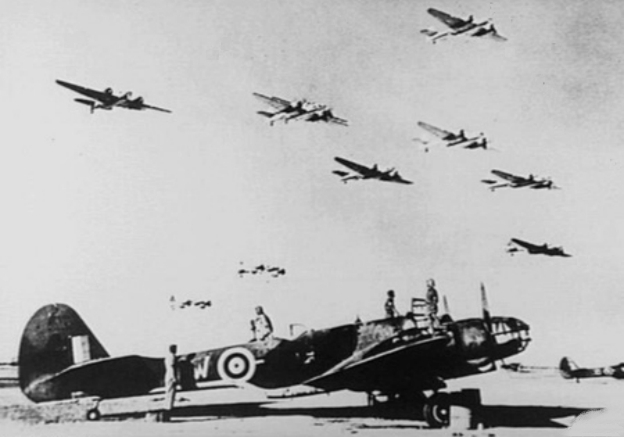
Bombarderos Martin Maryland hacen una pasada en formación, Norte de África, 1941.

Justo antes del Armisticio franco-alemán, los restantes 75 aviones de la orden francesa fueron desviados al Reino Unido. 32 aviones ya habían sido completados con las especificaciones francesas, y fueron convertidos a los requerimientos británicos en el Reino Unido. Los motores se cambiaron del Cyclone 9 al Pratt & Whitney Twin Wasp y varias armas e instrumentos fueron reemplazados. Los últimos 43 de la orden fueron completados según los requerimientos por Glenn Martin. Todos estos aviones, junto con otros 75 solicitados, recibieron la designación Maryland Mk.I. Otros 150 aviones más habían sido ordenados directamente por el Reino Unido, con sobrealimentadores de dos etapas en sus Twin Wasp y fueron designados Maryland Mk.II.
Muchos de los aviones fueron enviados por barco a Egipto y Malta a tiempo para las batallas de 1941. La RAF usó el avión principalmente en operaciones de fotorreconocimiento en el norte y este de África, siendo más rápido que el Bristol Blenheim. Un bombardero Maryland fue el avión que fotografió a la flota italiana antes y después de la Batalla de Tarento, el 11 de noviembre de 1940. El piloto del Maryland era Adrian Warburton, que consiguió sus cinco victorias confirmadas con las ametralladoras frontales del Maryland.
Tres aviones Maryland Mk.I fueron transferidos al Arma Aérea de la Flota británica y fueron usados principalmente en tareas de remolque de blancos. El 22 de mayo de 1941, un Maryland del 771 Naval Air Squadron basado en Hatston en las Orcadas, informó que el acorazado alemán Bismarck había zarpado de Bergen, confirmando que la nave irrumpía en el Atlántico.

## Variantes
Model 167
Designación interna de la compañía, bombardero ligero triplaza.
XA-22
Designación dada por el USAAC al Model 167.
Model 167F
Variante del Model 167 con especificaciones francesas, 140 construidos.
Glenn Martin 167-A3
Designación dada al Model 167F por el Armée de l'air.
Maryland Mk.I
Variante del Model 167F para la RAF, 150 construidos.
Maryland Mk.II
Variante del Model 167F para la RAF con sobrealimentadores de dos etapas, 150 construidos.

## Operadores
| Francia - Armée de l'air - Aéronavale - Fuerzas Aéreas Francesas Libres - Fuerza Aérea Francesa de Vichy | Reino Unido - Real Fuerza Aérea británica - Arma Aérea de la Flota | Sudáfrica - Fuerza Aérea Sudafricana |

## Especificaciones (Maryland Mk I)

### Características generales
- Tripulación: Tres (piloto, navegante/bombardero/artillero, y operador de radio/artillero)
- Longitud: 14,2 m (46,6 ft)
- Envergadura: 18,7 m (61,4 ft)
- Altura: 5 m (16,4 ft)
- Superficie alar: 49,9 m² (537,1 ft²)
- Peso vacío: 4802 kg (10 583,6 lb)
- Peso cargado: 6939 kg (15 293,6 lb)
- Peso máximo al despegue: 7624 kg (16 803,3 lb)
- Planta motriz: 2× motor radial de 14 cilindros en doble fila refrigerado por aire Pratt & Whitney R-1830-S1C3-G "Twin Wasp".
  - Potencia: 783 kW (1080 HP; 1065 CV) cada uno.
- Hélices: Tripala metálica Hamilton Standard 3T50 de velocidad constante
- Diámetro de la hélice: 3,3 m

### Rendimiento
- Velocidad máxima operativa (Vno): 489 km/h (304 MPH; 264 kt)
- Velocidad crucero (Vc): 399 km/h (248 MPH; 215 kt)
- Alcance: 2100 km (1134 nmi; 1305 mi)
- Techo de vuelo: 8991 m (29 498 ft)
- Régimen de ascenso: 12 m/s (2362 ft/min)
- Carga alar: 139,1 kg/m² (28,5 lb/ft²)
- Potencia/peso: 259 W/kg (0,157 hp/lb)

### Armamento
- Ametralladoras: 

  - 4x Browning Mk II de 7,62 mm en las alas, con cintas de 750 cartuchos
  - 2x Vickers K de 7,70 mm en posiciones dorsal y ventral, cada una con 5 tambores de 97 cartuchos
- Bombas: 

  - 907 kg en bodega (normalmente 4 bombas de 227 kg)

## Aeronaves relacionadas

### Desarrollos relacionados
- Martin Baltimore

### Aeronaves similares
- Dornier Do 17
- Kawasaki Ki-48
- PZL.37 Łoś
- Bristol Blenheim
- Tupolev SB

### Secuencias de designación
- Secuencia Numérica (interna de Martin): ← 156 - 162 - 166 - 167 - 170 - 179 - 182 →
- Secuencia A-_ (Aviones de Ataque del USAAS/USAAC/USAAF, 1924-1947): ← A-19 - A-20 - A-21 - A-22 - A-23 - A-24 - A-25 →